# OAPEC

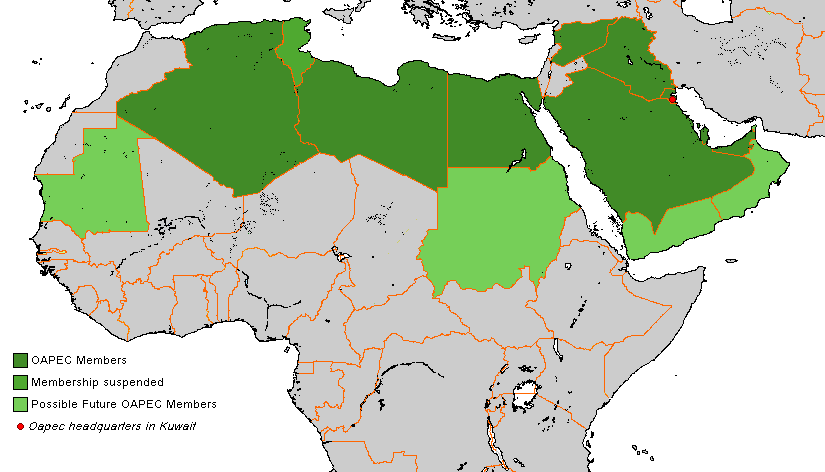
Karta över OAPEC-länderna.

OAPEC-länderna (Organization of Arab Petroleum Exporting Countries) består av Algeriet, Bahrain, Egypten, Irak, Kuwait, Libyen, Qatar, Saudiarabien, Syrien, Tunisien och Förenade arabemiraten.